# Unidade de Polícia Pacificadora

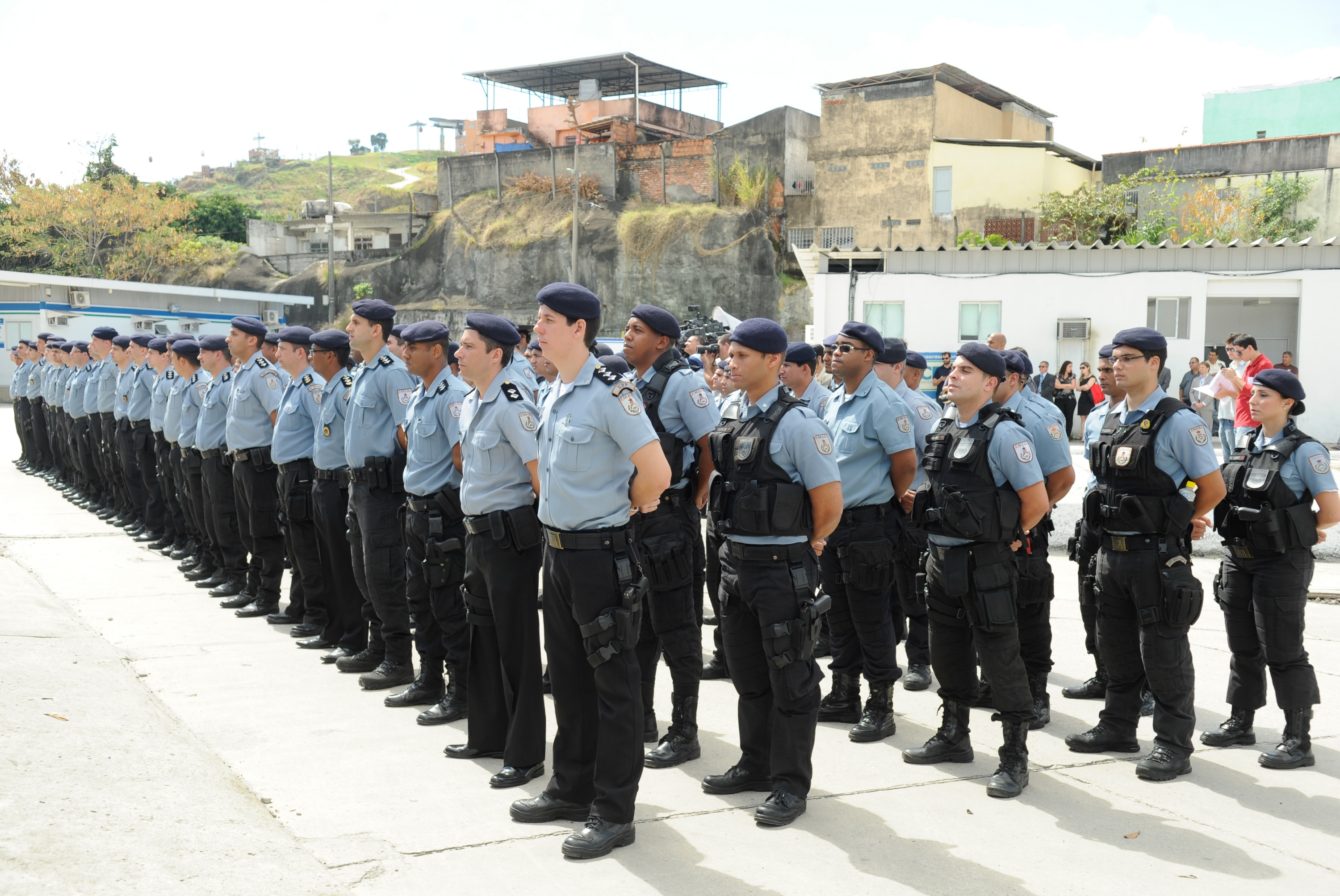
Composição de uma unidade de polícia pacificadora por ocasião da cerimônia de troca de comando das unidades.

Unidade de Polícia Pacificadora (UPP) é um projeto da Secretaria Estadual de Segurança do Rio de Janeiro que pretendeu instituir polícias comunitárias em favelas, principalmente na capital do estado, como forma de desarticular quadrilhas que, antes, controlavam estes territórios como verdadeiros estados paralelos.[carece de fontes?] Atualmente, a Polícia Militar atua com cerca de 5 mil policiais em 16 bases operacionais.

## História

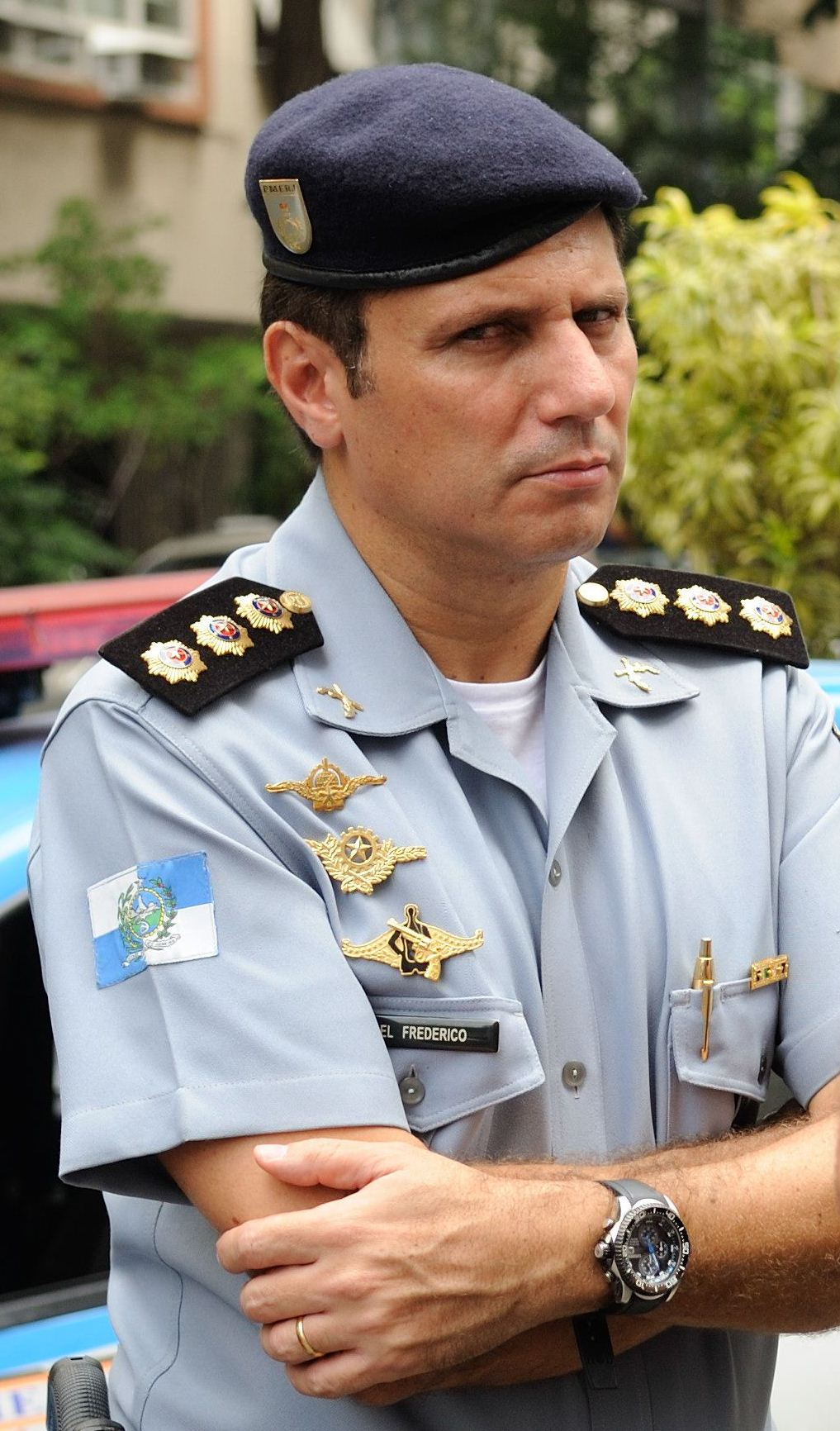
Coronel Frederico Caldas, ex-comandante-geral das unidades de polícia pacificadora e porta-voz da Corporação.

Antes de a primeira UPP ser instalada na Favela Santa Marta em 19 de novembro de 2008, o Rio de Janeiro já tinha esboços do que viriam a ser as Unidades de Polícia Pacificadora inspiradas no modelo colombiano. Uma dessas experiências foi o Grupamento de Aplicação Prático Escolar (GAPE), uma proposta no Morro da Providência, no Centro do Rio de Janeiro, em que recrutas faziam parte de um laboratório de práticas comunitárias de policiamento. Esta experiência seria a semente do Grupo de Policiamento em Áreas Especiais (GPAE), que, segundo críticos, guarda poucas diferenças com as UPPs. Outra experiência importante foi o Projeto Mutirão da Paz, na favela conhecida como Pereirão, em Laranjeiras, em 1999. Segundo o site oficial da UPP-RJ, as experiências de Medellín (Colômbia) também serviriam de inspiração para o futuro projeto de UPPs.

### Do GPAE à UPP
A instalação do primeiro GPAE aconteceu em 2000, no Pavão-Pavãozinho e, nos anos seguintes, receberam unidades os morros: Morro da Babilônia, Chapéu Mangueira, Providência, Gardênia Azul e Rio das Pedras, na cidade do Rio de Janeiro; e Morro do Cavalão e Morro do Estado, em Niterói. Em decorrência de conflitos violentos, outras GPAE foram instaladas no Morro da Chácara do Céu, Morro da Formiga e Morro da Casa Branca, todos na Tijuca, Zona Norte do Rio de Janeiro. Para a Vila Cruzeiro, na Penha, também Zona Norte, o GPAE veio após o assassinato do jornalista Tim Lopes.
A primeira unidade de polícia pacificadora surgiu em meados de 2008 no morro Dona Marta, em Botafogo, na Zona Sul do Rio de Janeiro. Após a instalação da UPP na comunidade, os homicídios foram reduzidos a zero nos quatro anos subsequentes. Os resultados da política de pacificação do governo Sérgio Cabral Filho foram elogiados pelo jornal New York Times. Especialistas apontaram que a escolha da cidade para sediar os Jogos Olímpicos de Verão de 2016 foi o impulso necessário para aumentar os investimentos no programa, ampliação e mesmo escolha das favelas escolhidas no mapa da pacificação.

### Fracasso
Após cerca de dez anos da implantação da primeira UPP, o projeto foi considerado um fracasso, não tendo alcançado objetivos essenciais para o sucesso do programa, como a aproximação da força policial com as comunidades, a falta de comando, controle, logística, treinamento adequado e escândalos de abuso de força, tortura e corrupção também debilitaram o projeto, além do poder de reação do tráfico ter sido subestimado, o que contribuiu para o aumento no número de mortes a longo prazo.
Em 2014, os pesquisadores do Centro de Estudos de Segurança e Cidadania (CESEC) da Universidade Cândido Mendes, já haviam constatado um abandono completo da abordagem de proximidade e o retorno do policiamento repressivo. A rápida expansão, a falta de indicadores de monitoramento e avaliação e a falta de dinheiro também contribuíram por sobrecarregar a Polícia Militar.
Em 2018, o Gabinete de Intervenção decidiu por descontinuar 19 das 38 localidades anteriormente atendidas, pois um estudo apontava que certas unidades estavam em locais de grandes confrontos, onde as forças de segurança já haviam perdido o controle. Algumas unidades extintas seriam transformadas em companhia destacada da corporação.

### Recomeço
Em 2021, o Governador Cláudio Castro anunciou uma reformulação do programa, que prevê patrulhamento, investigações contra organizações criminosas e intervenções sociais. No entanto, um ano depois, moradores das primeiras comunidades dizem que não houve mudança e continuam acuados pela criminalidade. O Ministério Público pediu informações e questionou supostas irregularidades no programa.

## Argumentações favoráveis e contrárias

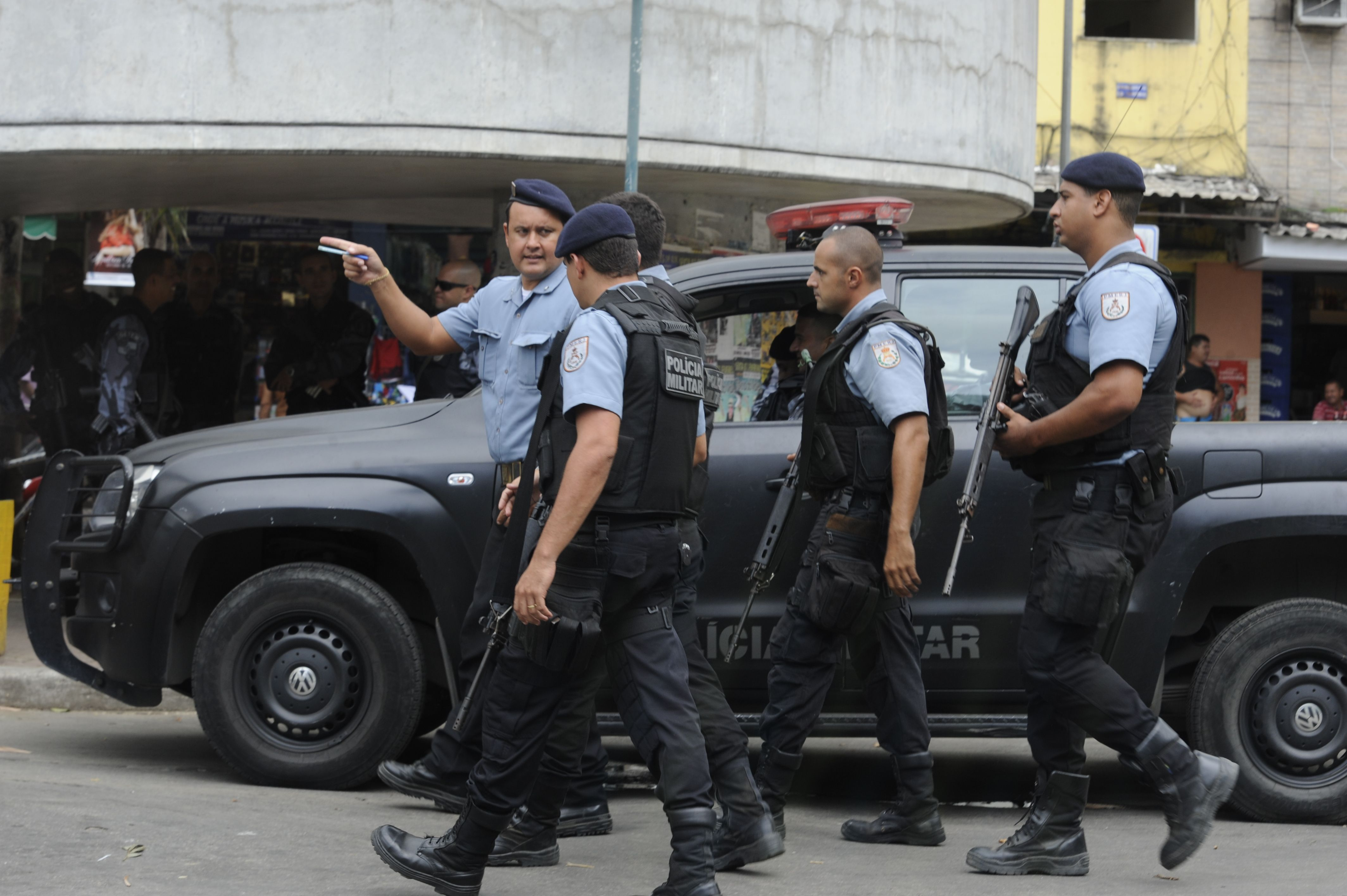
Soldados da UPP da Rocinha. Foto: Tânia Rêgo/ABr

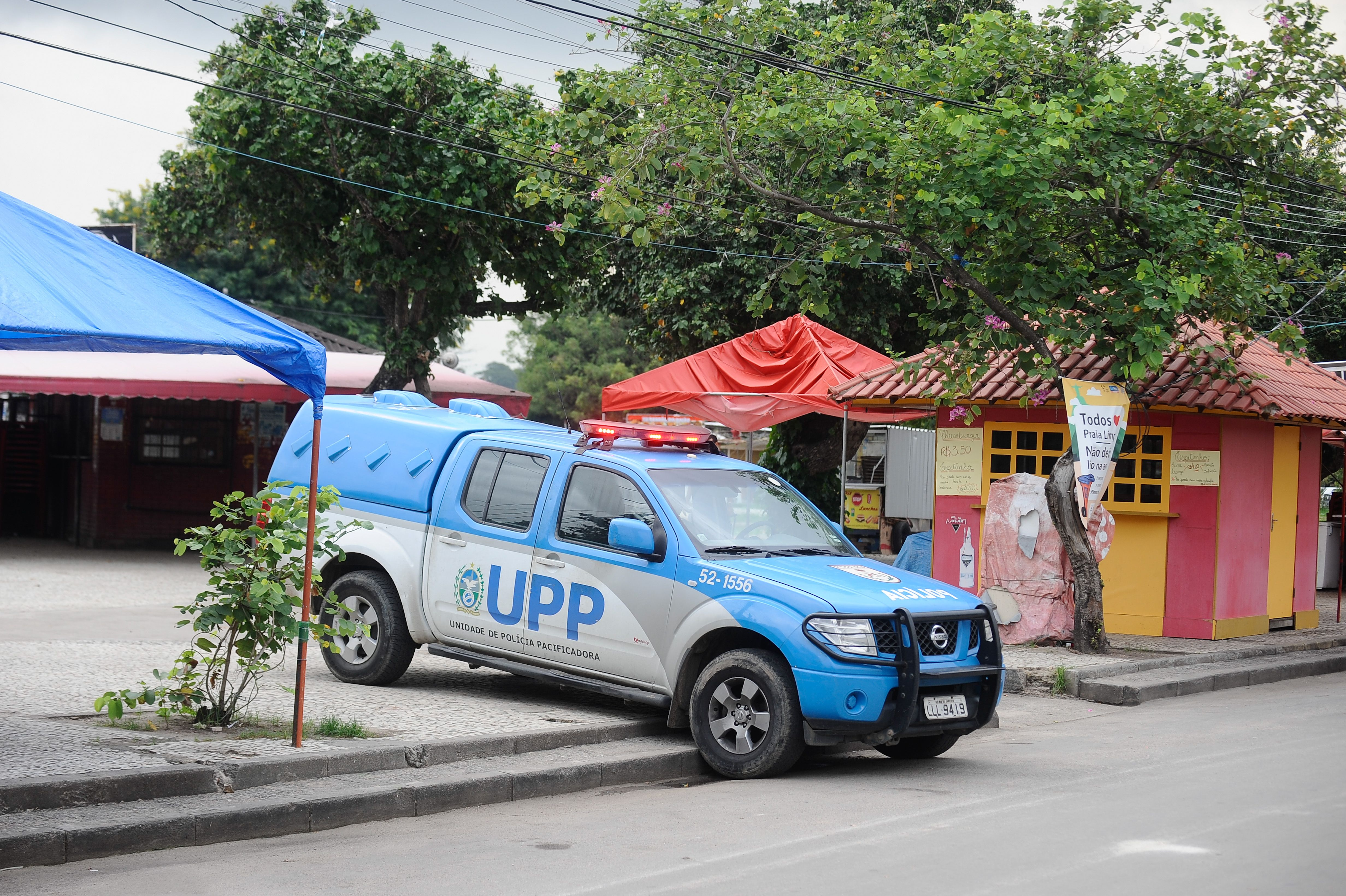
Viatura da UPP da Maré, durante o início do processo de transição da Força de Pacificação para a PMERJ. Foto: Tomaz Silva/ABr

Com uma diminuição considerável do índice de criminalidade nas proximidades das favelas pacificadas, o fim dos tiroteios é o principal ponto positivo apontado pelos moradores das áreas pacificadas. Para Luís Eduardo Soares, o fim dos tiroteios e da circulação de armas de fogo na mão de traficantes possui ligação direta com a queda dos índices de violência letal. Também são apontadas as maiores facilidades para entrada de novos serviços prestados à população. Apesar destes pontos consideravelmente positivos, os críticos lembram que tais melhorias ocorreram principalmente no primeiro momento da instalação das unidades de polícia pacificadora. Tiroteios, inicialmente ausentes nas favelas pacificadas, voltaram a ser rotina principalmente no Complexo do Alemão, Vila Cruzeiro sendo emblemáticos os tiroteios na Corrida pela Paz, do Complexo da Penha ao Complexo do Alemão e a morte da policial Alda Rafael Castilho em confronto no Parque Proletário da Penha.
O ponto culminante para a crítica às unidades de polícia pacificadora foram as manifestações de junho de 2013, quando o caso do desaparecimento do ajudante de pedreiro Amarildo na Rocinha se tornou um símbolo da crítica ao programa ou mesmo ao reforço militar que as UPPs da Penha e Complexo do Alemão começaram a receber em resposta aos ataques a policiais destas unidades. Este reforço provocou movimentação de organizações e ambos os complexos de favelas, que emitiram um manifesto público sobre a presença militar.
Em termos culturais, as favelas passaram por uma profunda mudança em seus hábitos. A resolução 13 definiu as Unidades de Polícia Pacificadoras como responsáveis pela autorização de eventos dentro das favelas. Com isso, ficaram prejudicados os bailes funk, mesmo após a revogação da resolução. Moradores continuaram tendo dificuldades em realizar eventos em suas comunidades.

## Iniciativas semelhantes
Mesmo com as críticas, projetos semelhantes têm sido implantados em outros estados brasileiros: o governo do estado da Bahia criou as Bases Comunitárias de Segurança (BCS) para atender às comunidades de Salvador e doutras cidades do interior; o governo do Paraná criou as Unidades Paraná Seguro (UPSs) para atender às comunidades de Curitiba; o governo do Maranhão criou as Unidades de Segurança Comunitária (USCs) para atender às comunidades de São Luís; e o governo do Rio Grande do Sul criou os Territórios da Paz (TP). O governo do Rio de Janeiro também lançou o projeto das Companhia Integrada de Segurança Pública (Cisp), que atendem a alguns morros e favelas da cidade, com formato idêntico às UPPs.[carece de fontes?]